# アルプスの牧場 (チロル民謡)
アルプスの牧場（アルプスのまきば）は、ヨーロッパのチロル地方の民謡である。原曲は「auf der alm」である。日本語詞は原田義人。

## 概要
主に鉄道車内チャイムで使われている曲である。

## 歌詞（ドイツ語）
Auf der Alm, da finden die Kuh's beste Gras, Und a i, liebe Herr, ja，ja，i find' scho was; Denn hart an der Alm' die der Mutter ob'n g,hort , Hat der Seebauren Hans a sein Vettern sein Heerd Und der Hans is mei Alles , er ist halt mein Le'bn, Denn an bravern , als den , kann's mei Tag nimma geb'n.
（jodel）

## 曲の使用
- 山形屋の時報でも使われている。
- からくり時計でも流れている。こちらは最後のヨーデル部分が使われている。

[youtu.be/GOlSzHE0fXY?si=Vd3oJKY5FKGq2ocY]